# 1. A HOL 2013./14.
1.A hrvatsku odbojkašku ligu,  najviši rang odbojkaškog prvenstva Hrvatske za sezonu 2013/14. je treći put zaredom osvojila Mladost Marina Kaštela iz Kaštel Lukšića. 

## Sudionici
- Centrometal - Črečan
- Karlovac - Karlovac
- Mladost Marina Kaštela - Kaštel Lukšić
- Opatija - Opatija
- Mursa - Osijek
- Rijeka - Rijeka
- Mirna - Rovinj
- Sisak - Sisak
- Brod - Slavonski Brod
- Šibenik - Šibenik
- Varaždin Volley - Varaždin
- Zadar - Zadar
- Croatia - Zagreb
- Mladost - Zagreb

## Ljestvice i rezultati

### Prvi dio prvenstva

#### Skupina I
| mj | klub                   | ut | pob | por | set+ | set- | bodovi |             |
| -- | ---------------------- | -- | --- | --- | ---- | ---- | ------ | ----------- |
| 1. | Mladost Marina Kaštela | 20 | 19  | 1   | 58   | 14   | 54     | doigravanje |
| 2. | Mladost                | 20 | 13  | 7   | 47   | 29   | 40     | doigravanje |
| 3. | Mirna Rovinj           | 20 | 12  | 8   | 42   | 31   | 36     | doigravanje |
| 4. | Centrometal            | 20 | 7   | 13  | 34   | 44   | 24     | doigravanje |
| 5. | Mursa                  | 20 | 7   | 13  | 29   | 47   | 21     | doigravanje |
| 6. | Sisak                  | 20 | 2   | 18  | 12   | 57   | 5      | doigravanje |

#### Skupina II
| mj | klub            | ut | pob | por | set+ | set- | bodovi | 2. dio     |
| -- | --------------- | -- | --- | --- | ---- | ---- | ------ | ---------- |
| 1. | Karlovac        | 14 | 12  | 2   | 38   | 10   | 36     | 2. skupina |
| 2. | Rijeka          | 14 | 11  | 3   | 37   | 15   | 35     | 2. skupina |
| 3. | Varaždin Volley | 14 | 10  | 4   | 34   | 20   | 28     | 2. skupina |
| 4. | Zadar           | 14 | 9   | 5   | 29   | 23   | 24     | 2. skupina |
| 5. | Šibenik         | 14 | 6   | 8   | 25   | 27   | 19     | 3. skupina |
| 6. | Brod            | 14 | 3   | 11  | 14   | 35   | 10     | 3. skupina |
| 7. | Croatia         | 14 | 3   | 11  | 15   | 35   | 8      | 3. skupina |
| 8. | Opatija         | 14 | 2   | 12  | 11   | 38   | 8      | 3. skupina |

### Drugi dio prvenstva

#### 2. skupina
Uračunati i međusobni rezultati iz prvog dijela.
| mj       | klub            | ukupno | ukupno | ukupno | ukupno | ukupno | ukupno |    | u drugom dijelu | u drugom dijelu | u drugom dijelu | u drugom dijelu | u drugom dijelu |  |
| mj       | klub            | ut     | pob    | por    | set+   | set-   | bod    | ut | pob             | por             | set+            | set-            |                 |  |
| -------- | --------------- | ------ | ------ | ------ | ------ | ------ | ------ | -- | --------------- | --------------- | --------------- | --------------- | --------------- |  |
| 1. (7.)  | Karlovac        | 12     | 8      | 4      | 27     | 15     | 24     | 6  | 4               | 2               | 13              | 6               | četvrtzavršnica |  |
| 2. (8.)  | Rijeka          | 12     | 7      | 5      | 26     | 18     | 23     | 6  | 4               | 2               | 13              | 7               | četvrtzavršnica |  |
| 3. (9.)  | Zadar           | 12     | 5      | 7      | 17     | 25     | 14     | 6  | 3               | 3               | 9               | 10              |                 |  |
| 4. (10.) | Varaždin Volley | 12     | 4      | 8      | 15     | 27     | 11     | 6  | 1               | 5               | 3               | 15              |                 |  |

#### 3. skupina
Uračunati i međusobni rezultati iz prvog dijela.
| mj       | klub    | ukupno | ukupno | ukupno | ukupno | ukupno | ukupno |    | u drugom dijelu | u drugom dijelu | u drugom dijelu | u drugom dijelu | u drugom dijelu |
| mj       | klub    | ut     | pob    | por    | set+   | set-   | bod    | ut | pob             | por             | set+            | set-            |                 |
| -------- | ------- | ------ | ------ | ------ | ------ | ------ | ------ | -- | --------------- | --------------- | --------------- | --------------- | --------------- |
| 1. (11.) | Šibenik | 12     | 9      | 3      | 31     | 14     | 27     | 6  | 4               | 2               | 15              | 9               |                 |
| 2. (12.) | Croatia | 12     | 7      | 5      | 26     | 20     | 20     | 6  | 5               | 1               | 17              | 6               |                 |
| 3. (13.) | Brod    | 12     | 5      | 7      | 19     | 25     | 16     | 6  | 2               | 4               | 9               | 14              |                 |
| 4. (14.) | Opatija | 12     | 3      | 9      | 14     | 31     | 9      | 6  | 1               | 5               | 5               | 17              |                 |

### Doigravanje
| klub1                                         | pob-por         | klub2           | rezultati               |
| četvrtzavršnica                               | četvrtzavršnica | četvrtzavršnica | četvrtzavršnica         |
| --------------------------------------------- | --------------- | --------------- | ----------------------- |
| Mladost Marina Kaštela                        | 2-0             | Rijeka          | 3:1, 3:0                |
| Mladost Zagreb                                | 2-0             | Karlovac        | 3:0, 3:1                |
| Mirna Rovinj                                  | 2-0             | Sisak           | 3:0, 3:1                |
| Centrometal                                   | 0-2             | Mursa           | 2:3, 0:3                |
|                                               |                 |                 |                         |
| poluzavršnica                                 |                 |                 |                         |
| Mladost Marina Kaštela                        | 2-0             | Mursa           | 3:0, 3:1                |
| Mladost Zagreb                                | 2-0             | Mirna Rovinj    | 3:2, 3:1                |
|                                               |                 |                 |                         |
| za prvaka                                     |                 |                 |                         |
| Mladost Marina Kaštela                        | 3-2             | Mladost Zagreb  | 3:0, 1:3, 3:0, 2:3, 3:0 |
|                                               |                 |                 |                         |
| rezultat podebljan - domaća utakmica za klub1 |                 |                 |                         |

## Poveznice
- Prvenstvo Hrvatske u odbojci
- 2.A HOL 2013./14.
- Kup Hrvatske 2013.